# Tonight the Stars Revolt!
Tonight the Stars Revolt! é o terceiro álbum de estúdio da banda de metal alternativo Powerman 5000, lançado em 20 de Julho de 1999 pela gravadora DreamWorks Records. Foi certificado platina nos Estados Unidos pelas mais de 1 milhão de cópias vendidas, se tornando o álbum de maior sucesso da banda além de um dos mais conhecidos. Inclui os sucessos "When Worlds Collide" e "Nobody's Real".
Tonight The Stars Revolt! pode ser vagamente considerado como um álbum conceitual. Apesar de não contar uma história específica, as canções têm um tema coeso, principalmente orientado em torno de uma reminiscência exagerado de ficção científica da década de 1950, juntamente com niilista, mensagens apocalípticas e paranóias, imagens cyberpunk.
Críticos de música e fãs comparam a fixação do vocalista do Powerman 5000 Spider na ficção científica antiga com a do irmão mais velho, Rob Zombie, que tem obsessão com temas de terror filme B. Ambos parecem partilhar um carinho com o entretenimento exagerado que influenciam a sua produção musical, embora Spider tenha abandonado a ficção científica como inspiração para o som e imagem do Powerman 5000. O encarte do CD de Tonight The Stars Revolt! também é composto por imagens de ficção científica e texto, semelhante ao álbum Hellbilly Deluxe do cantor Rob Zombie, lançado no ano anterior.
Musicalmente, o álbum tem similaridade com o som metal industrial de Rob Zombie com riffs cativantes e elementos eletrônicos. No entanto, o álbum também inclui um cover de The Cars "Good Times Roll", e "Watch the Sky for Me", uma faixa temperamental com sua melodia toda tomada a partir da faixa "One More Kiss, Dear", de Vangelis para a trilha sonora de Blade Runner.

## Faixas
| N.º | Título                                                                | Duração |  |
| 1.  | "An Eye Is Upon You" (participação de Malachi Throne)                 | 0:51    |  |
| 2.  | "Supernova Goes Pop"                                                  | 3:14    |  |
| 3.  | "When Worlds Collide"                                                 | 2:58    |  |
| 4.  | "Nobody's Real"                                                       | 2:54    |  |
| 5.  | "System 11:11"                                                        | 0:48    |  |
| 6.  | "Tonight the Stars Revolt!"                                           | 2:42    |  |
| 7.  | "Automatic"                                                           | 3:22    |  |
| 8.  | "The Son of X-51"                                                     | 2:58    |  |
| 9.  | "Operate, Annihilate"                                                 | 3:48    |  |
| 10. | "Blast Off to Nowhere" (participação de Rob Zombie)                   | 3:45    |  |
| 11. | "They Know Who You Are"                                               | 2:33    |  |
| 12. | "Good Times Roll" (participação de DJ Lethal)                         | 3:59    |  |
| 13. | "Watch the Sky for Me" (participação de Ginger Fish e Malachi Throne) | 5:19    |  |

## Certificações
| País                  | Certificação | Data                   | Vendas certificadas |
| --------------------- | ------------ | ---------------------- | ------------------- |
| Estados Unidos - RIAA | Platina      | 15 de Setembro de 1999 | 1,000,000           |

## Desempenho nas paradas musicais
| Parada musical (1999)                | Melhor posição |
| ------------------------------------ | -------------- |
| Estados Unidos (Billboard 200)       | 29             |
| Estados Unidos (Top Internet Albums) | 20             |
| Nova Zelândia (RIANZ)                | 8              |